# Pasaje Inglés
El Pasaje Inglés (en rumano: Pasajul Englez) es un pasaje en el centro de Bucarest (Rumania). Se encuentra entre la Calea Victoriei y la Strada Academiei.

## Orígenes
En 1855, el joyero Joseph Resch, que había llegado de Viena en 1837, hizo construir una casa en pleno centro de Bucarest. La casa, diseñada por el arquitecto Ernst Wolsch, estaba situada en la Avenida de la Victoria, frente a la zona donde más tarde se construiría el Teatro Nacional de Bucarest. La casa, descrita como "imponente", tenía tres plantas y una torre del reloj en el tejado.

## Historia
La casa fue vendida en 1885 a Grigore Eliade, hijo de un rico posadero, que la convirtió en el "Hotel Inglés" (Hotelul English). Los muebles y accesorios del hotel fueron importados de Londres. Durante la transformación, se construyó el pasaje que va de la Avenida de la Victoria a la calle Academiei. El pasaje se construyó siguiendo el modelo de otros pasajes que estaban de moda en las capitales de Europa Occidental en aquella época. El pasaje es alto (el edificio tiene una planta baja y tres pisos) pero estrecho y está cubierto con un techo de cristal sobre un armazón metálico. La mayoría de las habitaciones del hotel estaban situadas a lo largo del pasaje. A ambos lados del pasaje hay balcones metálicos con ventanas detrás.
El edificio conservó su función de hotel sólo unos pocos años. Las habitaciones eran demasiado pequeñas para resistir la competencia de otros hoteles más nuevos y se convirtió en un burdel de lujo. Las ventanas de los balcones de arriba servían para que las mujeres de la noche se mostraran a la clientela que pasaba por el pasadizo. El pasadizo permitía un acceso más discreto a los clientes que preferían no ser vistos en Victoriei entrando en una casa de mala reputación. En su juventud, Panait Istrati trabajó allí durante un tiempo como ayuda de cámara (hacia 1904). Entre los clientes famosos del burdel se encontraban el rey Carlos II y el escritor Alexandru Paleologu. El burdel funcionó hasta 1947, cuando fue cerrado por las autoridades comunistas, que prohibieron la prostitución. El ambiente del lugar sirvió de inspiración a Mateiu Caragiale para Los príncipes del Antigua Corte.
El edificio se convirtió entonces en apartamentos.

## Época moderna
El pasaje es difícil de encontrar porque las entradas tienen apenas dos metros de altura. El pasaje está descuidado y los balcones metálicos están oxidados. Las plantas superiores del edificio se destinan a viviendas sociales y en la planta baja hay algunas tiendas y talleres.
Ha habido propuestas para rehabilitar y reurbanizar el pasaje.